# Ravensko narečje
Ravensko narečje je poleg goričkega in dolinskega narečja eno izmed štirih glavnih narečij prekmurščine, ki ga govorijo na srednjem, ravninskem delu Prekmurja, v okolici Cankove, Tišene, Bakovcev, Puconcev, Tešanovcev, Rakičana, Moravskih Toplic in Bogojine. Soboško mestno narečje, ki pripada tudi ravenskemu govoru, se razlikuje od vaških govorov, ker je zaradi urbanizacije pod močnim vplivom knjižne slovenščine.
Med ravenskim in goričkim narečjem niso večje razlike v glasoslovju ali besedišču kot med goričkim in dolinskim narečjem. Palatalizacija zaporniškega j v ravenskem prekmurskem narečju je skoraj ista kot v goričkem narečju (dž, k, g). Razvoj končnega -ł gre tudi v -o ali -u (kakor tudi na Goričkem). Dolgi samoglasniki so iː/iːi̯, üː/üːi̯, uː, eːi̯, oːu̯, eː, oː, öː, aː.
Dolgi enoglasniki in dvoglasniki so nastali iz starih ter novih cirkumflektiranih samoglasnikov. Kratki naglašeni samoglasniki so nastali iz staro- in novoakutiranih ter umično naglašenih samoglasnikov.
V preteklosti se je stari prekmurski knjižni jezik naslanjal na ravensko narečje. Prva rokopisna besedila kot martjanska in markišavska pesmarica ter prve tiskane knjige kot Mali katechismus in Nouvi Zákon so napisane na podlagi ravenskega govora.